# Atlantiska orkansäsongen 2008
Den atlantiska orkansäsongen 2008 pågick officiellt från den 1 juni 2008 till den 30 november 2008. Historiskt sett bildas de allra flesta tropiska cyklonerna under denna period på året. Orkansäsongen startade något tidigt med den tropiska stormen Arthur som bildades den 31 maj strax utanför Belizes kust.

## Orkannamn 2008
Varje år görs en lista upp över vilka orkannamn som skall gälla för det året. Om möjligt återanvänds listan vart sjätte år; listan för 2008 är således samma som listan för 2002 förutom att Ike och Laura kommer att ersätta Isidore och Lili.

- Arthur (storm)
- Bertha (orkan)
- Cristobal (storm)
- Dolly (orkan)
- Edouard (storm)
- Fay (storm)
- Gustav (orkan)
- Hanna (orkan)
- Ike (orkan)
- Josephine (storm)
- Kyle (orkan)
- Laura (storm)
- Marco (storm)
- Nana (storm)
- Omar
- Paloma
- Rene
- Sally
- Teddy
- Vicky
- Wilfred

## Stormar

### Tropiska stormen Arthur
Den tropiska stormen Arthur bildades alldeles utanför Belizes kust den 31 maj, från det lågtryck som var associerat med den tropiska stormen Alma. Arthur är den första tropiska storm att bildas i maj sedan 1981. System har tidigare år bildats så här tidigt under säsongen (såsom den subtropiska stormen Andrea 2007), men dessa har stannat i det subtropiska stadiet.

### Orkanen Bertha
Den 3 juli bildades en tropisk depression ur en tropisk våg söder om Kap Verde-öarna. Den tilltog i styrka och blev en tropisk storm senare under dagen. Den 6 juli ökade Bertha i styrka och blev kategoriserad som orkan den 7 juli. Under den dagen ökade Bertha kraftigt i intensitet och blev säsongens första större orkanen (kategori 3 eller större) med vindar upp till 195 km/h och ett väldefinierat öga. Den försvagades dock lika snabbt och återgick till kategori 1-styrka den 8 juli.

### Tropiska stormen Cristobal
Den 18 juli bildades den tropiska depression Tre ur ett lågtryck utanför delstaten Georgias kust. Den blev senare under dagen klassificerad som en tropisk storm. Den rörde sig parallellt med USA:s östkust, men gick aldrig in över land. Cristobal blev extratropisk den 23 juli.

### Orkanen Dolly
Den tropiska stormen Dolly bildades ur en kraftig tropisk våg som hade passerat genom Karibiska havet under veckan. Den gick in över land tidigt den 21 juli vid Cancún, Mexiko och kom till Mexikanska golfen senare under dagen. Jordskred orsakade av kraftigt regn orsakade 17 dödsfall i Guatemala.
Den 22 juli blev Dolly säsongens andra orkan. Den ökade stadigt i styrka och nådde kategori 2-styrka tidigt den 23 juli. Senare under dagen gick den över land vid South Padre Island i Texas med vindhastigheter på 155 km/h och ett lufttryck på 964 mbar. Ytterligare 4 personer dog när den gick in över land för andra gången, vilket gjorde att sammanlagt 21 personer dog av Dolly.
Trots att Dolly inte orsakade några dödsfall i Texas blev det den orkan som orsakat mest skada sedan Orkanen Rita 2005, med 1,2 miljarder dollar (ungefär 7,2 miljarder kr) i skada, och den tredje mest kostsamma i Texas historia, efter Orkanen Alicia 1983 och Rita. Stormen avmattades över norra Mexiko den 25 juli.

### Tropiska stormen Edouard
Ett ovädersområde bildades i den nordöstra delen av Mexikanska golfen tidigt i augusti.
Gynnsamma förhållanden gjorde så att systemet kunde utvecklas vidare och närmade sig allt mer en tropisk depression. Den tropiska depression Fem bildades den 3 augusti men ökade i styrka samma dag och blev namngiven den tropiska stormen Edouard. Edouard avmattades efter att den gått in över land vid gränsen mellan Texas och Louisiana den 5 augusti.

### Tropiska stormen Fay
En kraftig tropisk våg färdades in i den nordöstra delen av Västindien i mitten av augusti. Den producerade kraftigt regn längs Leeward Islands och in Puerto Rico innan den färdades västerut. Den 15 augusti blev området så organiserat så att systemet blev den tropiska stormen Fay. Fay drog in över land sju gånger, varav fyra i delstaten Florida. Fay avmattades den 26 augusti.
36 dödsoffer skylls på Fay.

### Orkanen Gustav
Under den fjärde veckan i augusti drog ett oväderssystem in i Karibiska havet, där det mötte gynnsamma förhållanden för utveckling. Systemet blev en tropisk depression den 25 augusti, väster om Windward Islands. Gustav nådde kategori 4-styrka strax innan den drog in över Kuba den 30 augusti. Gustav försvagades något i Mexikanska golfen och drog in över land i Louisiana den 1 september, då som en kategori 3-orkan och avmattades strax efter. 
120 dödsfall skylls på Gustav. Kostnaden för Gustavs skador uppskattas till 20 miljarder dollar. 

### Orkanen Hanna
Den tropiska depressionen Åtta bildades den 28 augusti ur ett lågtrycksområde ost-nordost om norra Leeward Islands. Depressionen blev uppgraderad till den tropiska stormen Hanna senare samma dag. Hanna tilltog i styrka och nådde orkanstyrka den 1 september. Den färdades runt sydöstra Bahamas och försvagades till en tropisk storm. Minst 536 dödsfall har skyllts på Hanna, främst på Haiti. Hanna blev en extratropisk cyklon då den drog ut från land vid Massachusetts tidigt den 7 september.

### Orkanen Ike
En tropisk våg bildades utanför Afrikas västkust i slutet av augusti. Den passerade söder om Kap Verde-öarna och började att sakta utvecklas och blev den tropiska depressionen Nio väster om Kap Verde-öarna den 1 september. Depressionen utvecklades till en tropisk storm senare under dagen. Den 3 september tilltog Ike kraftigt i styrka från en tropisk storm till en kategori 4-orkan på endast 12 timmar.

### Tropiska stormen Josephine
En tropisk våg bildades utanför Afrikas västkust i slutet av augusti. Den passerade söder om Kap Verde-öarna och började att sakta utvecklas och blev den tropiska depressionen Nio sydost om Kap Verde-öarna den 2 september. Depressionen utvecklades till en tropisk storm senare under dagen. Josephine försvagades över de nästkommande dagarna och avmattades den 6 september, utan att ha hotat land.

### Orkanen Kyle
Ett kraftigt tropiskt område färdades i den nordöstra delen av Karibiska havet under den tredje veckan i september. Den passerade över Puerto Rico och Hispaniola och orsakade kraftiga regn, men organiserades aldrig tillräckligt för att bli ett tropiskt system. Den 24 september började området att färdas norrut, bort frår öarna och ut i öppna Atlanten och blev en tropisk storm den 25 september. Kyle uppgraderades till en orkan på eftermiddagen den 27 september och höll den styrkan tills den drog in över land nära Yarmouth, Nova Scotia sent den 28 september. Några timmar senare blev Kyle extratropisk.

### Subtropiska stormen Laura
En icke-tropisk cyklon fick subtropiska egenskaper och fick namnet den subtropiska stormen Laura tidigt den 29 september.

### Tropiska stormen Marco
Den tropiska depressionen Tretton bildades ur ett väldigt litet, men välorganiserat lågtryck i Campechebukten den 6 oktober. Den tilltog snabbt i styrka till vindar uppemot 100 km/h senare under eftermiddagen. Marco drog in över land nära Veracruz i Mexiko nästa morgon med samma intensitet. Marco avmattades under natten då systemet drog in över land. Vid en tidpunkt nådde vindar med tropisk stormstyrka endast 15 km från dess centrum, vilket gör den till den minsta tropiska stormen någonsin efter Cyklonen Tracy.

### Tropiska stormen Nana
Den tropiska stormen Nana bildades den 12 oktober ur ett ovädersområde som hade färdats nordväst de föregående dagarna i mitten av Atlanten, ungefär halvvägs mellan Afrikas västkust och de Små Antillerna.

### Tropiskt lågtryck nr 15
Ett område oväder i Karibiska havet organiserades sakta under den andra veckan i oktober. Medan den färdades sakta genom området blev den tillräckligt organiserad för att bli en tropisk depression den 13 oktober.